# Valentín Carrizo
Valentín Carrizo Romberger (Bahía Blanca, Argentina; 22 de marzo de 2002) es un baloncestista profesional argentino con nacionalidad española. Con una estatura de 1,82 metros de altura que desempeña en la posición de base en las filas del Basket Xiria de la Liga EBA y del Club Basquet Coruña de la Liga LEB Oro. 

## Trayectoria deportiva
Nacido en Bahía Blanca, es un base formado en el club local El Nacional, con el que ganó el torneo provincial Sub-17 y con el que disputó el Torneo Federal en Entre Ríos.
En la temporada 2022-23, firma por el Basket Vieste de la Lega Basket Serie C Gold (4.ª división) de Italia. En la temporada anotará un total de 224 puntos.
Para la siguiente temporada, 2023-24, firma por el Club Basquet Coruña de la Liga LEB Oro, pero sería asignado a su equipo vinculado del Basket Xiria de la Liga EBA.
El 18 de febrero de 2024, hace su debut en la Liga LEB Oro en una victoria frente al Real Betis Baloncesto. Hasta la fecha es el único partido disputado con el primer equipo del Basquet Coruña o en LEB Oro.